# Усатая совка
Усатая совка (лат. Megascops trichopsis) — вид птиц рода Megascops семейства совиных.
Среди взрослых особей выделяют 2 морфы: с коричневым или темно-серым оперением. У представителей этого вида круглая голова, желтые глаза и желтоватый клюв. Птица очень похожа на Megascops kennicottii.
Ареал усатой совки простирается от самой юго-восточной части Аризоны, на юг через Мексику, Гватемалу, Сальвадор, Гондурас и до северной центральной части Никарагуа.
От 3 до 4 яиц обычно откладываются в апреле или мае.